# سان جیورجیو کاناوزه
سان جیورجیو کاناوزه (به ایتالیایی: San Giorgio Canavese) یک کومونه در ایتالیا است که در استان تورین واقع شده‌است. سان جیورجیو کاناوزه ۲۰٫۳۶ کیلومتر مربع مساحت و ۲٬۷۲۱ نفر جمعیت دارد و ۳۰۰ متر بالاتر از سطح دریا واقع شده‌است.